# Euphonia musica
Euphonia musica là một loài chim trong họ Fringillidae.